# Яненко, Элана Константиновна
Яне́нко Эла́на Константи́новна (17 ноября 1932, Краснодар — 10 апреля 2019, Москва) — советский и российский уролог, заместитель директора по научной работе (1996—2006), главный научный сотрудник НИИ урологии и интервенционной радиологии им. Н. А. Лопаткина, доктор медицинских наук (1980), профессор (1990), Лауреат государственной премии СССР (1984), Заслуженный врач Российской Федерации (1994), Заслуженный деятель науки Российской Федерации (2001).

## Биография
Родилась 17 ноября 1932 года в городе Краснодаре. Детство и юность прошли в Абхазии. Окончив среднюю школу города Сухуми с золотой медалью, поступила на лечебный факультет II Московского государственного медицинского института им. Н. И. Пирогова.
Окончив институт, вместе с мужем переехала в Ленинград, где стала работать в Санитарно-гигиеническом медицинском институте, который располагался на базе больницы им. И. И. Мечникова. Ассистировала профессору И. М. Тальману.
Вернулась в Москву и в 1958 году начала работать на кафедре урологии 2-го Московского медицинского института им. Н. И. Пирогова, сначала в должности ассистента, затем доцента кафедры. Обучалась в клинической ординатуре и аспирантуре под руководством профессора А. Я. Пытеля. Стояла у истоков важного для отечественного здравоохранения и практически неизученного в то время направления урологии — гемодиализа и пересадки почки.
В 1967 году защитила диссертацию на соискание ученой степени кандидата медицинских наук.
Под руководством профессора Н. А. Лопаткина участвовала в организации первого в СССР Центра гемодиализа для больных с терминальной почечной недостаточностью, где были начаты операции по пересадке трупной почки.
С 1979 года работает в Научно-исследовательском институте урологии Минздрава России сначала заведующей отделом мочекаменной болезни, а в 1996—2006 годах — заместителем директора по научной работе. С 2006 года заведовала отделом последипломного образования НИИ урологии, до последних дней являлась главным научным сотрудником этого института.
В 1980 году защитила диссертацию на соискание ученой степени доктора медицинских наук. В 1990 году ей было присвоено звание профессора.
Является автором более 500 научных работ, одним из авторов учебника «Урология», за который в 1984 году ей была присуждена Государственная премия СССР в области медицины и медико-биологических проблем[страница не указана 1035 дней], а также трехтомного руководства по урологии и национального руководства по урологии. Воспитала учеников и последователей, создав свою научную школу. Под ее руководством защищено 13 докторских и 15 кандидатских диссертаций.
Многие годы Э. К. Яненко являлась главным урологом Департамента здравоохранения Москвы.
Скончалась 10 апреля 2019 года. Похоронена на Востряковском кладбище.

## Избранные научные работы
- Константинова О. В. Чудновская М. В. Яненко Э. К. и др. Применение окиси магния и витамина Be для метафилактики оксалатного уролитиаза // Урология и нефрология. 1987. № 6. С. 12—15.
- Коралловидный нефрометиаз (клиника, диагностика, лечение): Методические рекомендации / М-во здравоохранения РСФСР; [Сост. Э. К. Яненко]. М., 1990.
- Лопаткин Н. А., Яненко Э. К., Симонов В. Я., и др. Профилактика и лечение осложнений дистанционной литотрипсии // Урология и нефрология. 1991. № 3. С. 3-7.
- Яненко Э. К., Кульга Л. Г., Борисик В. И., Сафаров P. M. Лечение мочекаменной болезни при аномалиях почек: Методические рекомендации. М., 1993.
- Яненко Э. К., Борисик В. И., Сафаров P.M., Кульга Л. Г. Профилактика и лечение осложнений ДЛТ при коралловом нефролитиазе // Пленум Всероссийского общества урологов. Пермь, 1994. С. 255—257.
- Лопаткин Н. А., Яненко Э. К. Мочекаменная болезнь // Русский медицинский журнал. 2000. Том 8 № 3. С. 117—120.
- Лопаткин Н. А., Яненко Э. К., Дзеранов Н. К., Мартов А. Г. Показания к дистанционной литотрипсии и перкутанной нефролитолапаксии при коралловидном камне единственной почки // Материалы Пленума правления РОУ. Тезисы докладов. Сочи, 2003. С. 196—197.
- Яненко Э. К., Румянцев В. Б., Сафаров P. M., Ступак Н. В. Окклюзия мочевыводящих путей основная причина развития ряда осложнений мочекаменной болезни. // Урология. 2003. № 1. С. 17-21.

## Награды и достижения
Лауреат государственной премии СССР (1984),

Заслуженный врач Российской Федерации (1994),

Заслуженный деятель науки Российской Федерации (2001),

Медаль «За трудовое отличие» (1986),

Медаль «В память 850-летия Москвы» (1997),

Медаль «За заслуги перед Отечественным здравоохранением» (2002),

Почётная грамота Президента Российской Федерации (2014).
Является:
- членом Президиума и почетным членом Российского Общества урологов[5],
- членом Европейского общества урологов[5],
- заместителем председателя Межведомственного научного совета по урологии и оперативной нефрологии РАМН и МЗСР РФ,
- членом специализированного Ученого Совета НИИ урологии по защите диссертаций[5],
- членом редколлегии журналов «Экспериментальная и клиническая урология» и «Урология»[5].

## Дополнительные сведения
Видеозапись выступления Яненко Э. К. У истоков ангиографии в урологии // Инновационный Workshop в НИИ Урологии «Рентгеноэндоваскулярные методы диагностики и лечения в урологии» 20-24 октября 2014 г.